# Mariengrotte Giesel

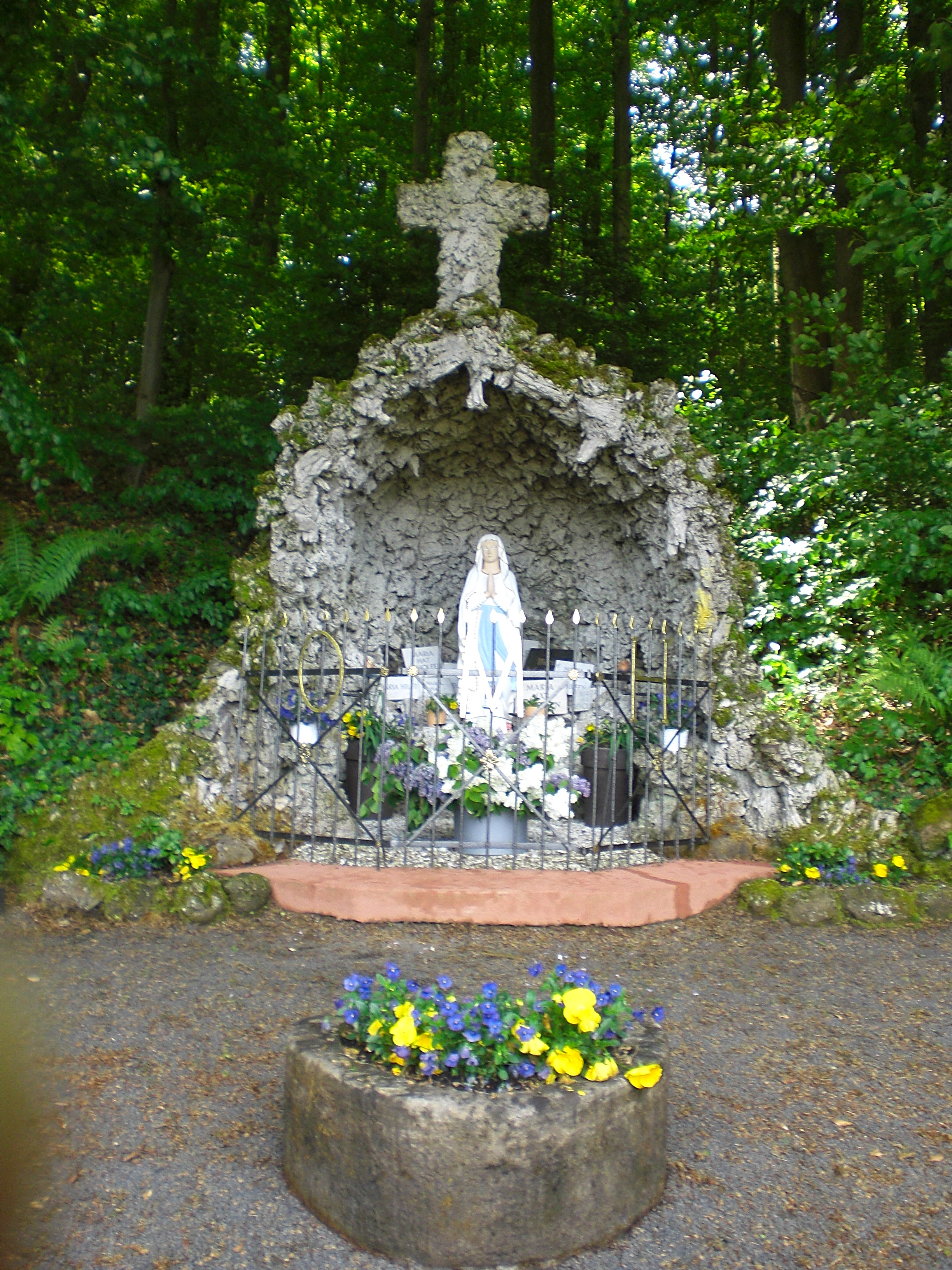
Die Mariengrotte in Giesel

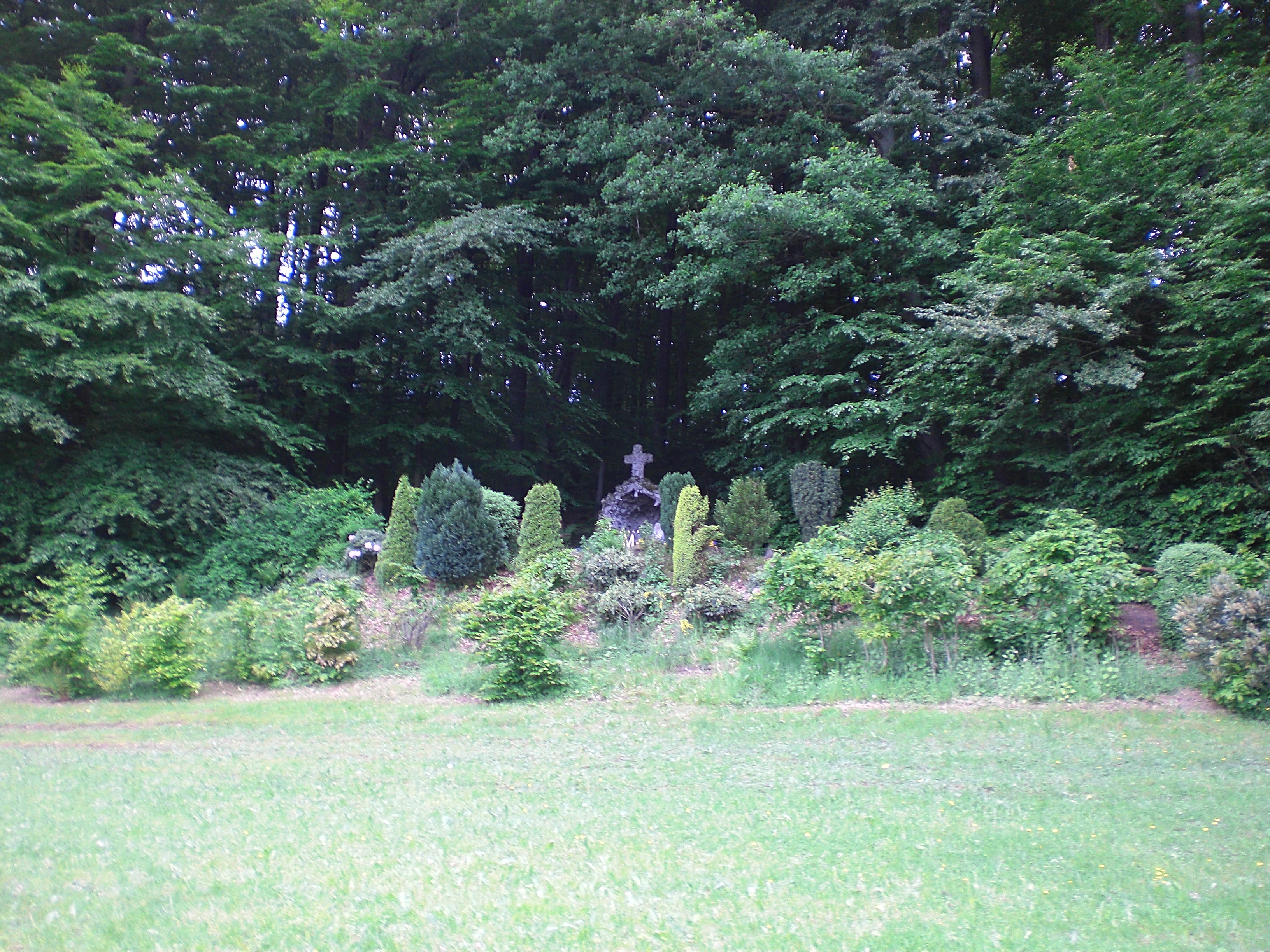
Die Mariengrotte am „Rödchen“

Die kleine Mariengrotte, auch Lourdesgrotte genannt, befindet sich in Giesel, einem Ortsteil der Gemeinde Neuhof im Landkreis Fulda unweit der Kreisstadt Fulda in Hessen. Giesel zählt kirchlich zum Bistum Fulda.

## Geographische Lage
Die Grotte befindet sich in der Flurlage „Am Rödchen“, einer Erhebung südwestlich der Ortslage oberhalb der Pfarrkirche St. Laurentius am Waldrand oberhalb des Ortes und wurde im Jahr 1919 errichtet.

## Geschichte
Die Grotte stellt ein Beispiel der weitverbreiteten Marienfrömmigkeit des katholisch geprägten Fuldaer Landes dar. Vor dem Ersten Weltkrieg waren in den Nachbardörfern Kleinlüder (1900) und Großenlüder (1906) Mariengrotten errichtet worden. Dafür war als Baustoff Schlacke von den Hochöfen der Eisen- bzw. Stahlschmelzen des Ruhrgebietes mit Gütertransporten der Bahn zum Bahnhof Großenlüder transportiert und dann in den Gemeinden beim Grottenbau verarbeitet worden.

## Beschreibung

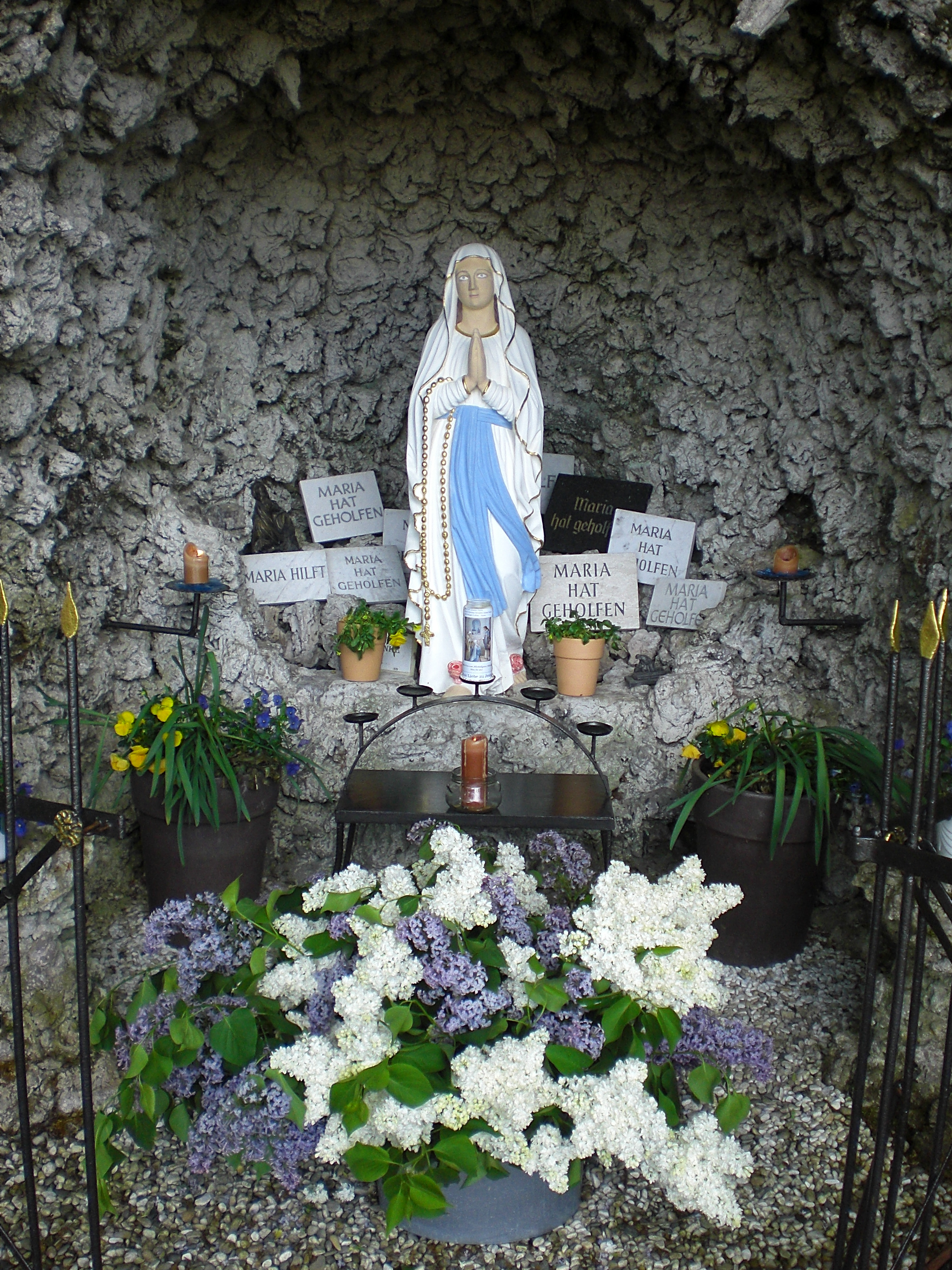
Nahaufnahme Mariengrotte Giesel

Die Mariengrotte in Giesel wurde ebenfalls aus Schlacke aus Brennöfen des Ruhrgebiets hergestellt. Das Bauwerk ist etwa 2 m breit und ca. 2,50 m tief und ca. 2,30 m hoch. Es wird von einem wuchtigen Kreuz mit einer Höhe von ca. 0,70 m bekrönt.
Eine feststehende, dreiseitige, schmiedeeiserne Stabeinfriedung steht auf einer Sandsteinstufe und hat mittig eine Öffnung zum Betreten der Grotte. Die Einfriedung ist beschriftet und trägt auf jeder Seite einen Buchstaben O-M-H. (– „Oh Maria hilf“ – Aussage und Deutung: August Jost). Die Stabspitzen der Einfriedung tragen lanzenartige flache goldfarbene Spitzen. In der Grotte befindet sich ein ca. 0,60 m hohes, geschossenes Podest, auf dem eine ca. 1,20 hohe Muttergottes-Statue/bzw. Marienstatue der Lourdesdarstellung steht, mit Rosenkranz und „Rosen zu Füßen“, nach dem Vorbild der Erscheinungsgrotte von Lourdes in Frankreich, jedoch ohne kniende Figur der Hl. Bernadette. Vor der Grotte befinden sich an den Mauerflanken kleine Blumenbeete. Seit den 1960/70er Jahren schmückt ein alter Sandsteintrog (Futter- oder Krautstein) den Vorplatz der Grotte für eine Blumenbepflanzung.

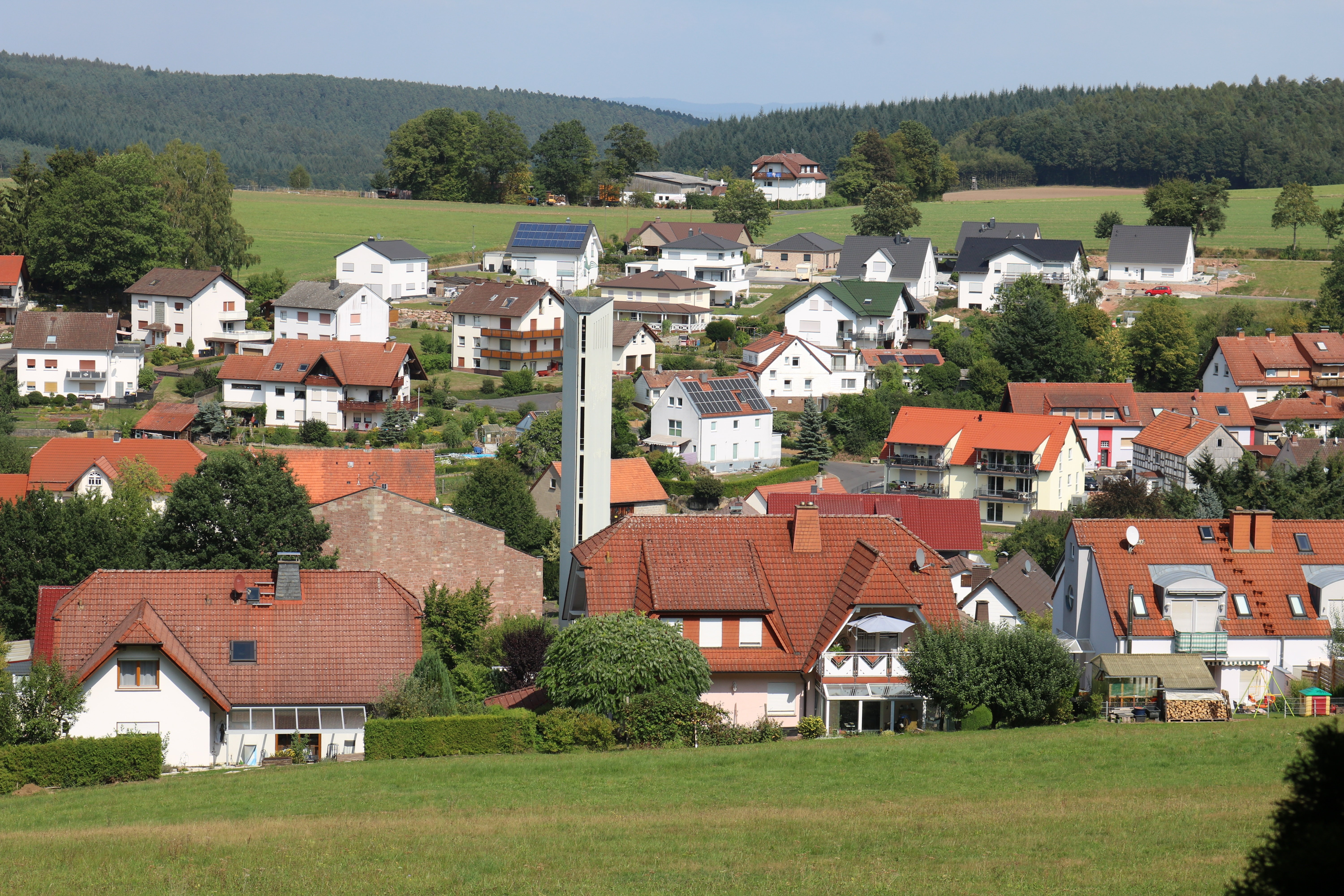
Blick von der Mariengrotte auf das Dorf

## Gelöbnis
Nachdem Georg Jost die Jahre des Ersten Weltkrieges 1914–1918 als Soldat in Frankreich bei Verdun unversehrt überstanden hatte, gelobte er nach seiner Rückkehr die Errichtung einer Mariengrotte in Giesel. Mit dem Bau wurde 1919 begonnen. Jost griff dabei auf die Restbestände der Schlacke zurück, die noch in Großenlüder lagerten. Dieses Baumaterial transportierte er mit dem Pferdefuhrwerk über den „Martinsweg“ von Großenlüder über den Finkenberg nach Giesel. Im Laufe der Jahre, die inzwischen vergangen waren, hatte das in Großenlüder gelagerte Baumaterial mengenmäßig abgenommen, sodass die geplante Grottenanlage nur noch in der heutigen Größe errichtet werden konnte.

## Kirchliche Segnung
Die Mariengrotte wurde nach der Fertigstellung unter großer Beteiligung der Bevölkerung durch den damaligen Pfarrer Heinrich Lechner geweiht und dient seither als Ort der privaten und kirchlichen Marienverehrung.

## Wissenswertes
August Jost (Enkel und Zeitzeuge) berichtete, dass im Scheitelbereich im Inneren der Grotte bis zum Einmarsch der US-Streitkräfte nach dem Zweiten Weltkrieg um Ostern 1945 eine Ewiglichtampel hing. Diese sei nach dem weiteren Vormarsch der US-Streitkräfte über Haimbach nach Fulda abhandenkam.

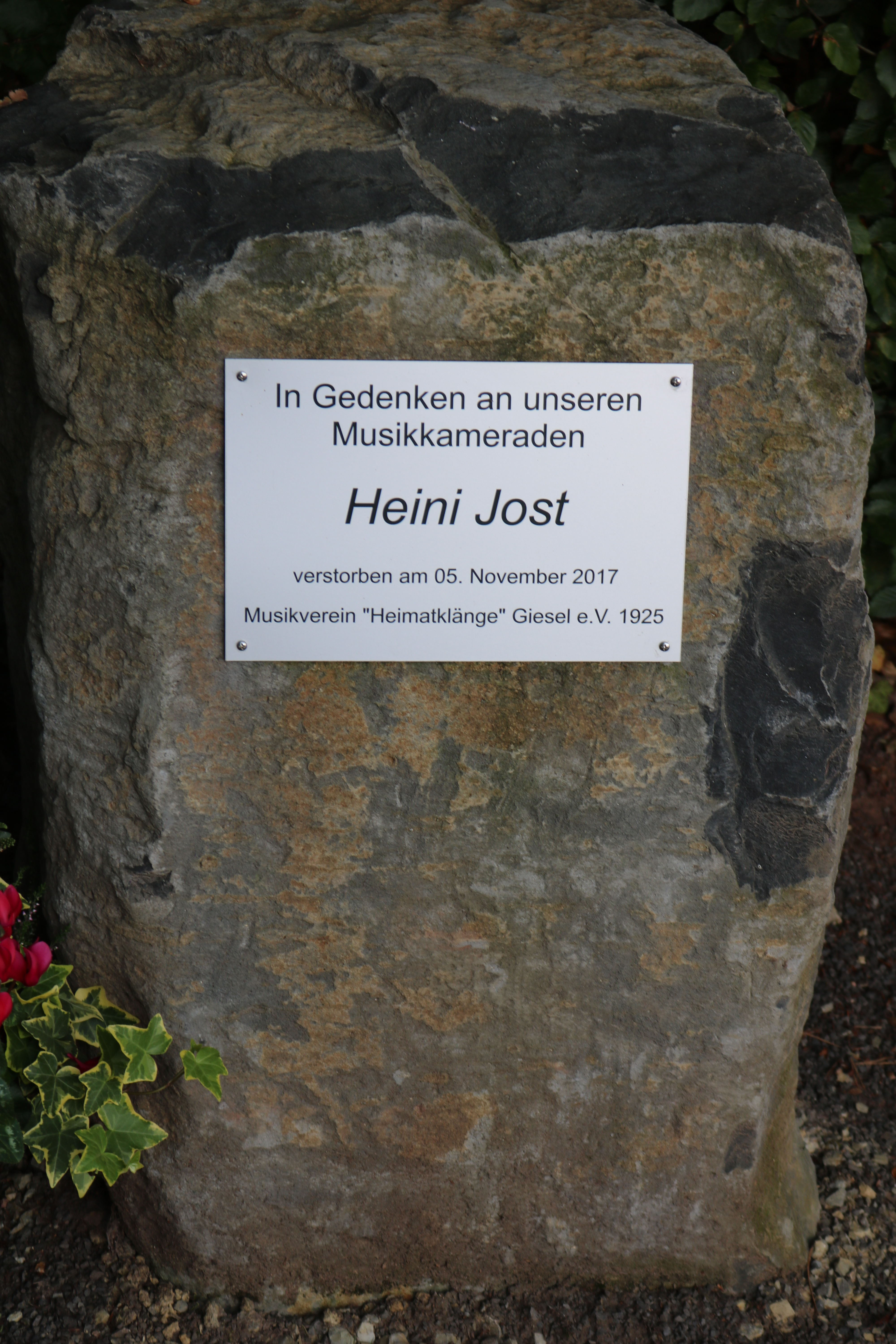
Gedenkstein

## Gedenkstein von 2019
Im Jahr 2019, 100 Jahre seit Errichtung der Mariengrotte.
Am 25. August 2019 wurde im Rahmen einer kleinen Feierstunde im Grottenbereich durch den Musikverein „Heimatklänge Giesel“ dem plötzlich verstorbenen stellvertretenden Vorsitzenden Heini Jost (einem Enkel des Stifters Georg Jost) ein Gedenkstein gewidmet. Ihm lag die Unterhaltung und Pflege der Großväterlichen Stiftung der Mariengrotte am Herzen.
In einer kleinen Andacht, die von dem Fuldaer Domkapitular Prälat Christof Steinert (der Mitglied im Musikverein ist) gehalten wurde, erhielt der Gedenkstein seinen kirchlichen Segen.